# Wolfgang Zurborn
Wolfgang Zurborn (* 1956 in Ludwigshafen am Rhein) ist ein deutscher Fotograf.

## Biografie
Zurborn studierte von 1977 bis 1979 an der Bayerischen Staatslehranstalt für Photographie in München, danach von 1979 bis 1984 an der Fachhochschule Dortmund für Fotografie- und Filmdesign bei Professor Hans Meyer-Veden.
Er ist ein freischaffender Fotograf, der Fotografie mit Lehraufträgen und Gastprofessuren an folgenden Hochschulen und Universitäten unterrichtet: Universität der Künste Berlin, an der Technischen Universität Braunschweig; an der Hochschule für Künste Bremen, der Neuen Schule für Fotografie Berlin, der Akademie der Bildenden Künste Karlsruhe, der Fachhochschule Dortmund oder in Liptovský Mikuláš (Slowakei).
Zusammen mit Tina Schelhorn betreibt er seit 1986 die Fotogalerie Lichtblick in Köln und setzt sich seit 1998 im Präsidium der Deutschen Fotografischen Akademie für die Förderung der künstlerischen Fotografie ein. Zurborn ist mit zahlreichen Ausstellungen international vertreten oftmals mit den Werkschauen „Drift“, „Terra Incognita“ oder „dressur real“ unter anderem in den USA, in Japan, Brasilien, Australien, Neuseeland, Belgien, Polen, Italien, Litauen oder Schweden.
2009 präsentierte das Haus der Fotografie, Deichtorhallen Hamburg, eine Werkschau seiner Arbeiten seit 1980 mit dem Schwerpunkt auf seinen beiden Buchprojekten China! Which China? und Drift. Für diese Publikation erhielt er 2008 den Deutschen Fotobuchpreis.
Zurborn lebt und arbeitet in Köln.

## Auszeichnungen
- 1985: Otto-Steinert-Preis der Deutschen Gesellschaft für Photographie für seine Arbeit „Menschenbilder - Bildermenschen“[4]
- 2008: Deutscher Fotobuchpreis

## Einzelausstellungen (Auswahl)
- 2022: Wolfgang Zurborn - Ausstellung  - Play Time vom 18. November 2022 bis 16. Januar 2023, in der Galerie im Tempelhof Museum[5]
- 2011: Wolfgang Zurborn - Ausstellung - „Drift“ vom 12. November bis 4. Dezember 2011, GALLERY contemporary photography, Brügge, Belgien
- 2010: Wolfgang Zurborn - Ausstellung - „so fern, so nah“, vom 19. Juni bis 1. August 2010, Galerie Ruhnke, Potsdam
- 2010: Wolfgang Zurborn - Ausstellung - „Terra Incognita“ vom 16. April bis 10. Mai 2010, Art NEW media Gallery, Warschau, Polen
- 2006: Wolfgang Zurborn - Ausstellung - „China! Which China?“ - Fotografien aus Peking und Shanghai 2006, vom 5. September bis 10. Oktober 2006, V8 Galerie, Köln
- 2006: Wolfgang Zurborn - Ausstellung - „dressur real“ vom 12. April bis 1. Juli 2006, Kulturhaus Osterfeld, Pforzheim
- 2005: Wolfgang Zurborn - Ausstellung - „Kapitel2 und Wolfgang Zurborn“ - Malerei, Objekte, Fotografie, Grafik vom 26. November bis 27. November 2005, Alte Feuerwache Köln, Köln
- 1992–1993: Wolfgang Zurborn - Ausstellung - „Im Labyrinth der Zeichen“ - 1992–1993

Im D„“ölling und Galitz Verlag, Hamburg, erschien die gleichnamige Publikation, begleitend zur Ausstellung 1995/96 im Forum Fotografie. Wolfgang Zurborn (geb. 1956) Aus der Serie „Im Labyrinth der Zeichen“ - #13, #19, #24 1992–1993.

## Bücher
- 2021: Wolfgang Zurborn: Play Time. Verlag Fotohof, 2021,  ISBN 978-3-903334-32-8
- 2015: Wolfgang Zurborn: Catch. Verlag Kettler, 2015, 100 Seiten, ISBN 978-3-86206-475-5
- 2014: Frederic Lezmi, Matthias Jung, Thekla Ehling, Dirk Gebhardt, Wolfgang Zurborn, David Klammer, Theodor Barth, Nadine Preiß, Ute Behrend: elf uhr elf, Verlag Kettler, 2014, ISBN 978-3-86206-337-6
- Drift, eine neue Kunst fotografischer Navigation. Kehrer, Heidelberg 2007, ISBN 978-3-939583-53-0 (eingeschränkte Vorschau in der Google-Buchsuche).
- 2001: Wolfgang Zurborn: Dressur real, Hrsg.: Klaus Honnef, Strauss Verlag, Potsdam 2001, ISBN 3-929748-21-5